# Wereldkampioenschappen bobsleeën 2015
De wereldkampioenschappen bobsleeën 2015 (officieel: BMW FIBT Bob & Skeleton World Championships 2015) werden gehouden van 27 februari tot en met 8 maart op de Bobbahn Winterberg in Winterberg, Duitsland. Er stonden vier onderdelen op het programma. Tegelijkertijd werden de wereldkampioenschappen skeleton afgewerkt.
De wereldkampioenschappen bobsleeën & skeleton trokken ongeveer 20.000 toeschouwers.

## Wedstrijdschema
| Onderdeel         | 27 februari | 28 februari | 1 maart    | 7 maart    | 8 maart    |
| ----------------- | ----------- | ----------- | ---------- | ---------- | ---------- |
| Tweevrouwsbob     | run 1 en 2  | run 3 en 4  |            |            |            |
| Tweemansbob       |             | run 1 en 2  | run 3 en 4 |            |            |
| Landenwedstrijd * |             |             | Alle runs  |            |            |
| Viermansbob       |             |             |            | run 1 en 2 | run 3 en 4 |

* In de landenwedstrijd worden per team twee (2-mans)bobslee- en twee skeleton-runs afgedaald.

## Medailles
| Onderdeel       | Goud | Goud                                                                                        | Zilver | Zilver | Brons           | Brons |
| --------------- | ---- | ------------------------------------------------------------------------------------------- | ------ | --- | --------------- | --- |
| Tweemansbob     | GER  | Francesco Friedrich Thorsten Margis                                                         | LAT    | Oskars Melbārdis Daumants Dreiškens                                                                       | Niet uitgereikt | Niet uitgereikt                                                                                           |
| Tweemansbob     | GER  | Francesco Friedrich Thorsten Margis                                                         | GER    | Johannes Lochner Joshua Bluhm                                                                             | Niet uitgereikt | Niet uitgereikt                                                                                           |
| Viermansbob     | GER  | Maximilian Arndt Alexander Rödiger Kevin Korona Ben Heber                                   | GER    | Nico Walther Andreas Bredau Marko Hübenbecker Christian Poser                                             | LAT             | Oskars Melbārdis Daumants Dreiškens Arvis Vilkaste Jānis Strenga                                          |
|                 |      |                                                                                             |        | |                 | |
| Tweevrouwsbob   | USA  | Elana Meyers Taylor Cherelle Garrett                                                        | GER    | Anja Schneiderheinze Annika Drazek                                                                        | GER             | Cathleen Martini Stephanie Schneider                                                                      |
|                 |      |                                                                                             |        | |                 | |
| Landenwedstrijd | GER  | Axel Jungk Cathleen Martini Lisette Thöne Tina Hermann Francesco Friedrich Martin Grothkopp | GER    | Christopher Grotheer Anja Schneiderheinze Franziska Bertels Anja Selbach Johannes Lochner Gregor Bermbach | RUS             | Aleksandr Tretjakov Aleksandra Rodionova Nadezjda Palejeva Maria Orlova Aleksandr Kasjanov Ilvir Tsjoesin |

### Medailleklassement
| Plaats | Land             | Goud | Zilver | Brons | Totaal |
| 1      | Duitsland        | 3    | 4      | 1     | 8      |
| 2      | Verenigde Staten | 1    | 0      | 0     | 1      |
| 3      | Letland          | 0    | 2      | 0     | 2      |
| 4      | Rusland          | 0    | 0      | 1     | 1      |
| Totaal | Totaal           | 4    | 4      | 4     | 12     |